# Pseudapis sudanica
Pseudapis sudanica là một loài Hymenoptera trong họ Halictidae. Loài này được Warncke mô tả khoa học năm 1980.